# Aldo Olivieri
Aldo Olivieri (San Michele Extra, 2 ottobre 1910 – Camaiore, 5 aprile 2001) è stato un allenatore di calcio, dirigente sportivo e calciatore italiano, di ruolo portiere. Campione del mondo nel 1938 con la Nazionale Italiana.
È considerato uno dei migliori portieri italiani di sempre.

## Caratteristiche tecniche
Olivieri era noto per il coraggio nelle uscite e per la spettacolarità degli interventi, uno stile che gli valse il soprannome di Gatto Magico.

## Carriera

### Giocatore

#### Club
Esordì nella stagione 1929-30 nel Verona in Serie B, passando al Padova nel 1933-34. L'esordio in Serie A avvenne il 10 settembre 1933 in Padova-Torino 1-0. Tuttavia giocò soltanto otto gare, poiché durante un'azione di gioco, un'uscita spericolata su un attaccante (Andrea Gregar) gli causò la frattura del cranio che, come ebbe a dichiarare, per tutta la vita gli procurerà forti emicranie e lo renderà curiosamente sensibile ai cambi di clima. Dopo appena un anno di convalescenza e contro il parere dei medici, Olivieri andò a giocare nella Lucchese nella serie cadetta, riuscendo a conquistare una promozione in Serie A con la squadra toscana, dove rimase 4 stagioni e dove si fece notare dal CT della Nazionale Vittorio Pozzo.
Poi, nella stagione 1938-39 arriva al Torino, chiamato da Egri Erbstein, che lo aveva allenato già a Lucca.
Nella squadra granata Olivieri giocò quattro campionati per un totale di 113 partite, prima di passare al Brescia dove chiuse la carriera in Serie B nella stagione 1942-43, giocando 32 partite.

#### Nazionale
Debuttò in Nazionale il 15 novembre 1936 nella gara con la Germania pareggiata 2-2 e giocò 24 partite (più 3 con la Nazionale B).
Fu il portiere titolare della Nazionale italiana campione del mondo nel 1938 in Francia, sotto la guida di Vittorio Pozzo. Avrebbe dovuto essere il portiere di riserva, ma l'infortunio di Carlo Ceresoli lo portò a essere titolare. È ricordato in particolare per un'ottima parata che salvò il risultato durante la prima partita contro la Norvegia: l'attaccante Knut Brynildsen si presentò solo davanti a lui e fece un gran tiro, che Olivieri riuscì a deviare con le dita. La palla toccò l'incrocio dei pali e finì in calcio d'angolo. La parata fu così buona che il norvegese si avvicinò a Olivieri e gli strinse la mano.
Il 26 ottobre 1938 divenne il primo portiere italiano ad essere convocato per un match FIFA World XI, difendendo la porta di una selezione europea in un'amichevole contro l'Inghilterra: con lui scesero in campo Alfredo Foni, Pietro Rava, Michele Andreolo e Silvio Piola.

### Allenatore

Olivieri (in piedi, primo da sinistra) in veste di allenatore dell'Inter nella stagione 1951-1952

Nel dopoguerra intraprese la carriera di allenatore, partendo dal Viareggio e ottenendo poi tre promozioni in Serie A con la Lucchese, con l'Udinese che grazie ad Olivieri passò dalla Serie C alla Serie A in meno di due anni, e con la U.S. Triestina. L'Udinese, infatti nel campionato 1949-50 arrivò seconda, con sessanta punti, dietro al Napoli. Olivieri in quel periodo viveva a Udine in un elegante appartamento messo a disposizione dal Vicepresidente del club, Raimondo Mulinaris, industriale del settore alimentare (proprietario di un importante pastificio) nella centrale via Cussignacco.
In seguitò ottenne buoni risultati sulle panchine, tra le altre, di Inter e Juventus; nel 1956 fu sospeso per un anno, per aver trattato trasferimenti di giocatori, attività all'epoca proibita agli allenatori.
Sul finire della carriera allenò per quattro stagioni la Casertana, prima di diventarne direttore sportivo nella stagione 1968-1969, conclusasi con la mancata vittoria del campionato di Serie C per una penalizzazione e il conseguente scoppio della "rivolta del pallone".

## Statistiche

### Cronologia presenze e reti in nazionale
| Cronologia completa delle presenze e delle reti in nazionale ― Italia | Cronologia completa delle presenze e delle reti in nazionale ― Italia | Cronologia completa delle presenze e delle reti in nazionale ― Italia | Cronologia completa delle presenze e delle reti in nazionale ― Italia | Cronologia completa delle presenze e delle reti in nazionale ― Italia | Cronologia completa delle presenze e delle reti in nazionale ― Italia | Cronologia completa delle presenze e delle reti in nazionale ― Italia | Cronologia completa delle presenze e delle reti in nazionale ― Italia |
| Data                                                                  | Città                                                                 | In casa                                                               | Risultato                                                             | Ospiti                                                                | Competizione                                                          | Reti                                                                  | Note                                                                  |
| --------------------------------------------------------------------- | --------------------------------------------------------------------- | --------------------------------------------------------------------- | --------------------------------------------------------------------- | --------------------------------------------------------------------- | --------------------------------------------------------------------- | --------------------------------------------------------------------- | --------------------------------------------------------------------- |
| 15-11-1936                                                            | Berlino                                                               | Germania                                                              | 2 – 2                                                                 | Italia                                                                | Amichevole                                                            | −2                                                                    |                                                                       |
| 13-12-1936                                                            | Genova                                                                | Italia                                                                | 2 – 0                                                                 | Cecoslovacchia                                                        | Amichevole                                                            | -                                                                     |                                                                       |
| 25-4-1937                                                             | Torino                                                                | Italia                                                                | 2 – 0                                                                 | Ungheria                                                              | Coppa Internazionale 1936-1938                                        | -                                                                     |                                                                       |
| 23-5--1937                                                            | Praga                                                                 | Cecoslovacchia                                                        | 0 – 1                                                                 | Italia                                                                | Coppa Internazionale 1936-1938                                        | -                                                                     |                                                                       |
| 27-5-1937                                                             | Oslo                                                                  | Norvegia                                                              | 1 – 3                                                                 | Italia                                                                | Amichevole                                                            | −1                                                                    |                                                                       |
| 31-10-1937                                                            | Ginevra                                                               | Svizzera                                                              | 2 – 2                                                                 | Italia                                                                | Coppa Internazionale 1936-1938                                        | −2                                                                    |                                                                       |
| 5-12-1937                                                             | Parigi                                                                | Francia                                                               | 0 – 0                                                                 | Italia                                                                | Amichevole                                                            | -                                                                     |                                                                       |
| 15-5-1938                                                             | Milano                                                                | Italia                                                                | 6 – 1                                                                 | Belgio                                                                | Amichevole                                                            | −1                                                                    |                                                                       |
| 5-6-1938                                                              | Marsiglia                                                             | Norvegia                                                              | 1 – 2 dts                                                             | Italia                                                                | Mondiali 1938 - Ottavi di finale                                      | −1                                                                    |                                                                       |
| 12-6-1938                                                             | Parigi                                                                | Francia                                                               | 1 – 3                                                                 | Italia                                                                | Mondiali 1938 - Quarti di finale                                      | −1                                                                    |                                                                       |
| 16-6-1938                                                             | Marsiglia                                                             | Brasile                                                               | 1 – 2                                                                 | Italia                                                                | Mondiali 1938 - Semifinale                                            | −1                                                                    |                                                                       |
| 19-6-1938                                                             | Parigi                                                                | Ungheria                                                              | 2 – 4                                                                 | Italia                                                                | Mondiali 1938 - Finale                                                | −2                                                                    | 2º titolo mondiale                                                    |
| 20-11-1938                                                            | Bologna                                                               | Italia                                                                | 2 – 0                                                                 | Svizzera                                                              | Amichevole                                                            | -                                                                     |                                                                       |
| 4-12-1938                                                             | Napoli                                                                | Italia                                                                | 1 – 0                                                                 | Francia                                                               | Amichevole                                                            | -                                                                     |                                                                       |
| 26-3-1939                                                             | Firenze                                                               | Italia                                                                | 3 – 2                                                                 | Germania                                                              | Amichevole                                                            | −2                                                                    |                                                                       |
| 13-5-1939                                                             | Milano                                                                | Italia                                                                | 2 – 2                                                                 | Inghilterra                                                           | Amichevole                                                            | −2                                                                    |                                                                       |
| 4-6-1939                                                              | Belgrado                                                              | Jugoslavia                                                            | 1 – 2                                                                 | Italia                                                                | Amichevole                                                            | −1                                                                    |                                                                       |
| 8-6-1939                                                              | Budapest                                                              | Ungheria                                                              | 1 – 3                                                                 | Italia                                                                | Amichevole                                                            | −1                                                                    |                                                                       |
| 11-6-1939                                                             | Bucarest                                                              | Romania                                                               | 0 – 1                                                                 | Italia                                                                | Amichevole                                                            | -                                                                     |                                                                       |
| 20-7-1939                                                             | Helsinki                                                              | Finlandia                                                             | 2 – 3                                                                 | Italia                                                                | Amichevole                                                            | −2                                                                    |                                                                       |
| 26-11-1939                                                            | Berlino                                                               | Germania                                                              | 5 – 2                                                                 | Italia                                                                | Amichevole                                                            | −5                                                                    |                                                                       |
| 3-3-1940                                                              | Torino                                                                | Italia                                                                | 1 – 1                                                                 | Svizzera                                                              | Amichevole                                                            | −1                                                                    |                                                                       |
| 14-4-1940                                                             | Roma                                                                  | Italia                                                                | 2 – 1                                                                 | Romania                                                               | Amichevole                                                            | 1                                                                     |                                                                       |
| 5-5-1940                                                              | Milano                                                                | Italia                                                                | 3 – 2                                                                 | Germania                                                              | Amichevole                                                            | −2                                                                    |                                                                       |
| Totale                                                                |                                                                       | Presenze                                                              | 24                                                                    |                                                                       | Reti                                                                  | −28                                                                   |                                                                       |

## Palmarès

### Giocatore

#### Competizioni nazionali
- Serie B: 1

Lucchese Libertas: 1935-1936

#### Nazionale
- Campionato mondiale: 1

Francia 1938

### Allenatore

#### Competizioni nazionali
- Serie B: 2

Lucchese Libertas: 1946-1947
Triestina: 1957-1958
- Serie C: 1

Udinese: 1948-1949